# 托灵顿 (新南威尔士州)

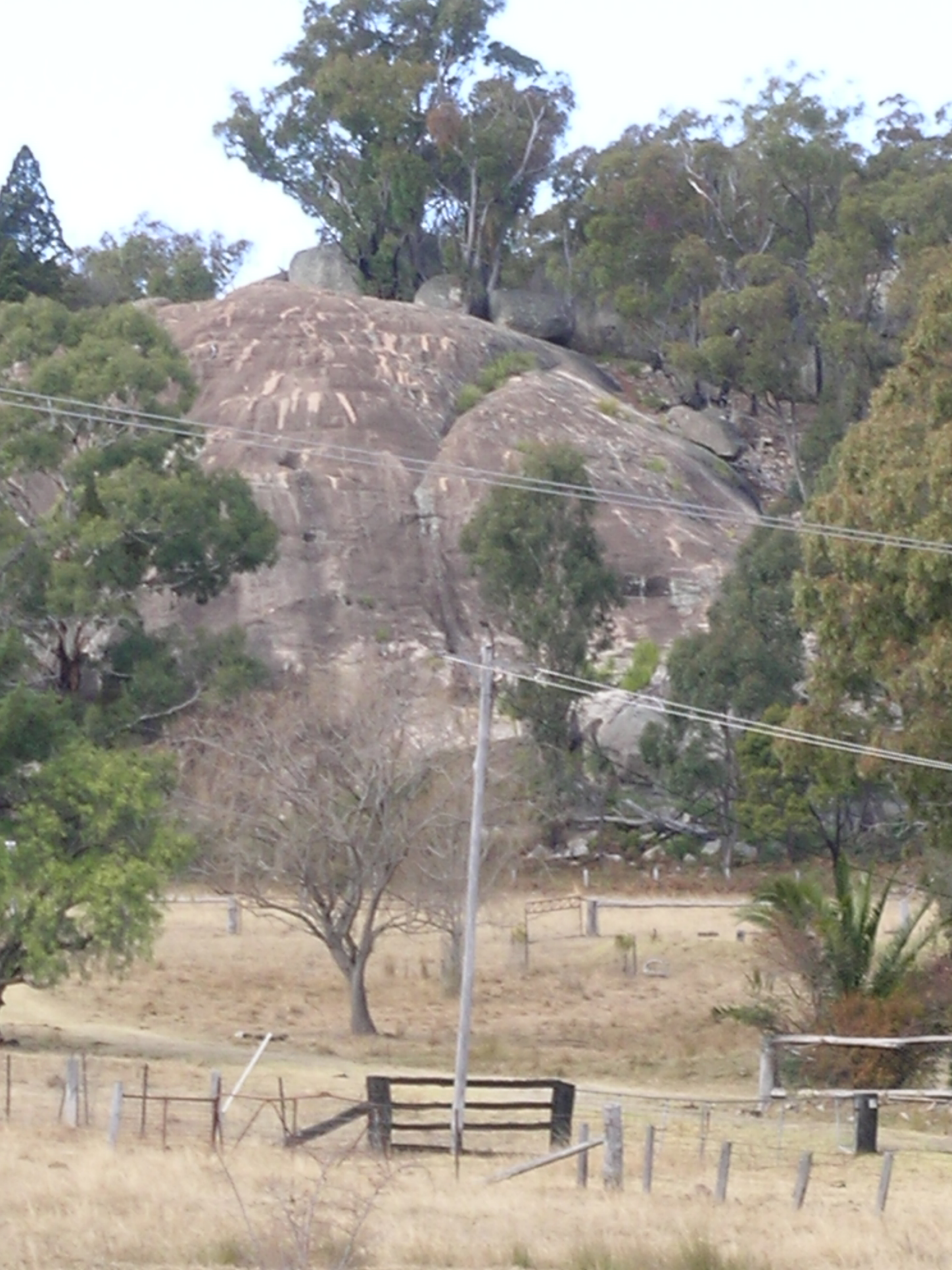
托灵顿的山羊岩（Goat Rock）

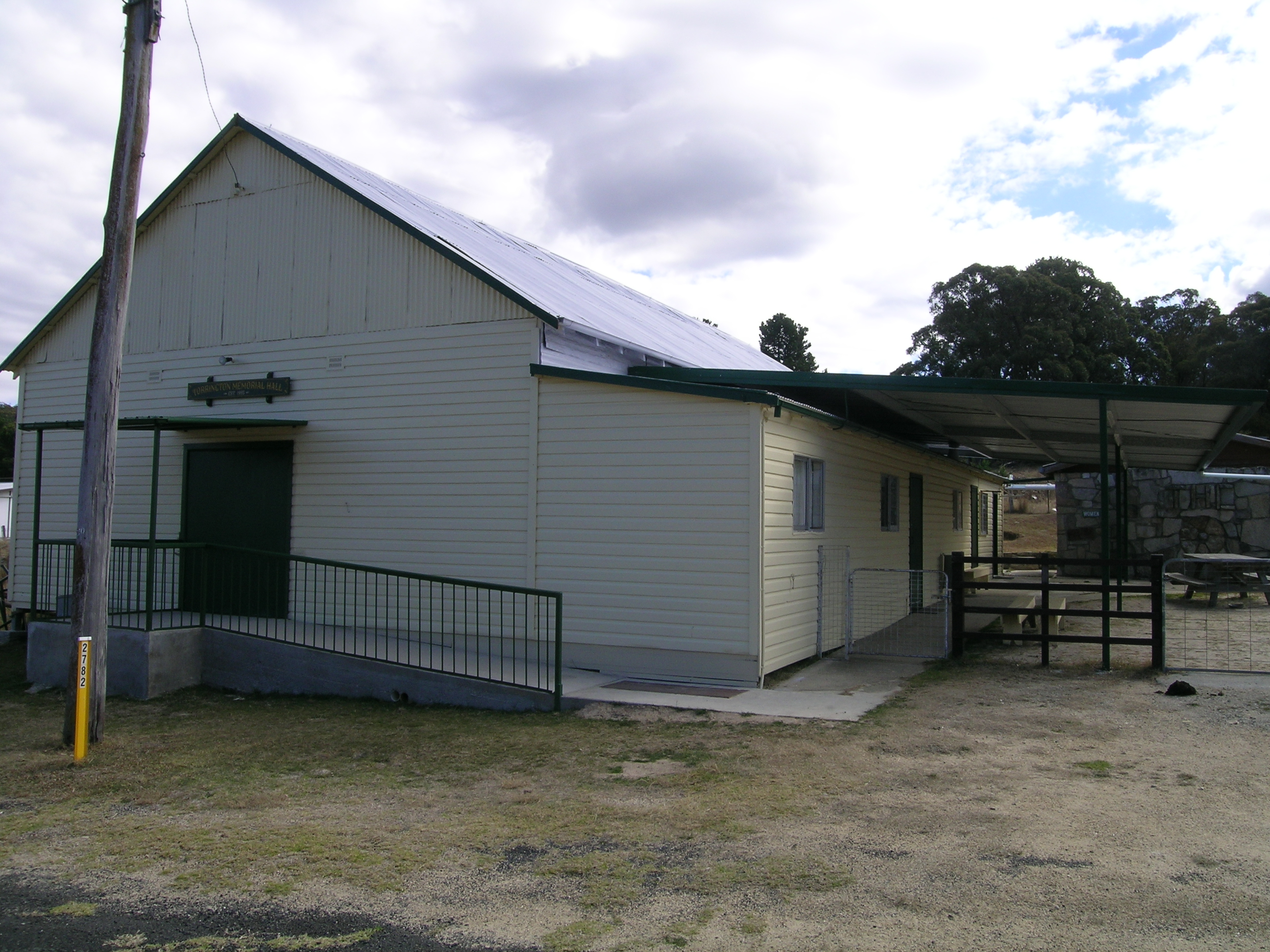
托灵顿纪念堂

托灵顿是澳大利亚新南威尔士州滕特菲尔德郡的一座小村镇。人口约85人。托灵顿当地的特点是大量的巨岩和露出地面的岩层。当地最著名的巨岩是山羊岩（Goat Rock）。

## 历史
托灵顿是以德文郡的同名地点来命名的。在1881年托灵顿发现有储量丰富的锡矿，
当地的Mole邮局设立于1882年8月1日。该地在1883被称为Torington，直到1970年才改名为托灵顿（Torrington）。当地的Bismuth邮局设立于1912至1931年间。

## 流行文化
- 《机动战士高达0083：星尘的回忆》故事最初的发生地就是在托灵顿。